# 香港特別行政区行政長官
香港特別行政区行政長官（ホンコンとくべつぎょうせいくぎょうせいちょうかん、繁体字台湾語: 香港特別行政區行政長官、英語: Chief Executive of Hong Kong）は、香港政府の首長である。通称香港行政長官。中国語では特區首長とも呼ばれ、広東語では特首と略称される。

## 行政長官選挙
行政長官は香港基本法の規定に基づき、選挙委員会により選出され、中央人民政府（国務院）により任命される（基本法付属文書一）。同委員の選挙権は香港住民の一部に限られるため、行政長官選挙は間接制限選挙だと言える。
立候補には、100名以上の選挙委員から推薦を得なければならない。有効投票数の過半数を得た者が当選となる。該当者がいない場合は、（複数の）最高得票者同士もしくは、上位2位（同点2位が複数いる場合を含む）の間で、再投票を行う。先例では投票予定日に3回目の投票までの時刻が予告され、4回以上の投票が必要になった場合は、後日実施する。選挙費用は950万香港ドルが上限とされている。
事実上、立候補は中国当局の同意が必要であり、投票権は親中団体のみに与えられる構造となっている。そのため香港人の不満は強く、普通選挙を求めてのデモが繰り返し実施されている。
香港特別行政区基本法は、2007年以降、直接普通選挙の実施を可能性を示した。そのため、2007年予定の第三期行政長官選挙において直接普通選挙を期待する声や、要求が香港市民の間で大きかった。ところが、2004年4月26日、全国人民代表大会常務委員会は「2007年以降とは2007年に実施するとの意味ではない」との解釈を行い、こうした期待を裏切った。
2022年4月4日、林鄭月娥行政長官は5月4日に実施される行政長官選挙への不出馬を表明。前任の梁振英に続いて1期限りの在任となった。

## 任期
1任期5年で、1回に限り再任できる。任期途中で行政長官が欠けた場合について、後任者の任期に関する規定が明確ではなかった。そのため2005年3月に董建華が辞任した際、次期行政長官の任期は5年間なのか、それとも前任者の残り任期修了までの2年なのか問題となった。最終的には全人代常務委員会による釈法権行使により、前任者の残り任期終了までと確定した。

## 参選資格
- 香港特別行政区の永久的住民で中国の公民、かつ外国に居留権が無い者。
- 満40歳以上の者。
- 香港で20年以上、居住している者。

## 権限
- 政策を決定し、行政命令によって実行する権限。[10]
- 主要な人事(実質的な香港の(閣僚))を指名し、任命及び解任するよう中央政府に求める事が出来る権限。[10]
- 裁判官の任命権。[10]
- 公務員の任命及び解任権。[10]
- 刑事犯罪者の恩赦並びに減刑を行える権限。[10]
- 予算編成権。[10]
- 法案提出権。[10]
- 立法会で可決された法案を再議の為に返送する事が出来る権限。なお再度可決された場合は1ヶ月以内に法案に署名し、公布しなければならない。[10]
- 立法会が政府予算案やその他の重要法案の可決を拒否し、その後合意が得られなかった場合協議の上、立法会を解散することができる権限。しかしこの解散権は任期中に一度しか行使出来ず、補佐期間である評議会に諮らなければならない。[10]
- 香港基本法は行政長官を香港の代表と定め、中央人民政府に対して基本法の施行について責任を負うと規定する。この規定に基づき、行政長官は毎年その施政を国家主席に報告することが慣例となっている。[11]

## 歴代長官

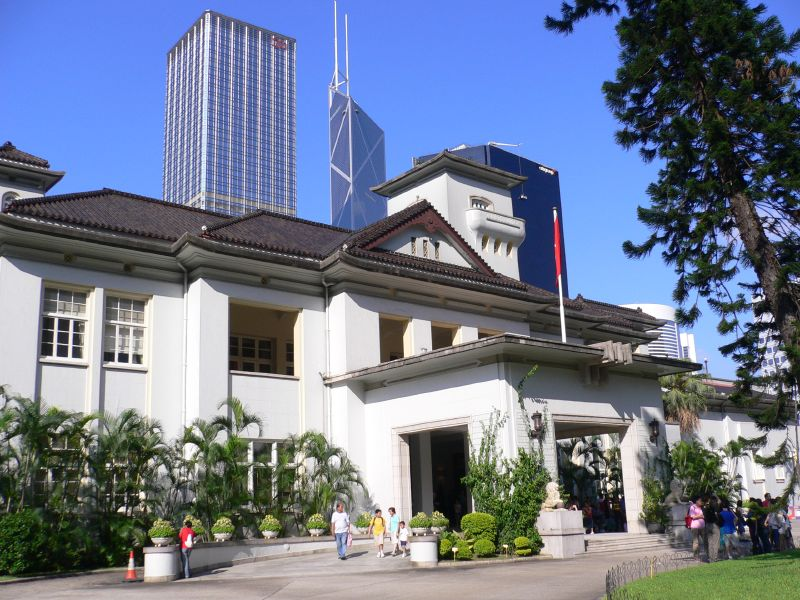
香港礼賓府

| 代    | 氏名                         | 氏名                         | 在任期間                                 | 備考                                                                 | 期 |
| ----- | ---------------------------- | ---------------------------- | ---------------------------------------- | -------------------------------------------------------------------- | --- |
| 1     | 董建華 Tung Chee Hwa         |                              | 1997年7月1日 - 2002年6月30日             | 香港返還による香港特別行政区政府の成立とともに、初代行政長官に就任。 | 1 |
| 1     | 董建華 Tung Chee Hwa         | 2002年7月1日 - 2005年3月12日 | 再選。健康問題を理由に、任期途中で辞任。 | 2                                                                    | |
| 代 行 | 曽蔭権 Donald Tsang Yam-kuen |                              | 2005年3月12日 - 2005年6月2日             | 2                                                                    | 董建華の辞任に伴い、香港基本法の規定に基づき政務司司長の曽蔭権が行政長官代行に就任。その後、後任の行政長官に立候補する為、政務司司長および行政長官代行を辞任。 |
| 代 行 | 唐英年 Henry Tang Ying-yen   |                              | 2005年6月2日 - 2005年6月21日             | 2                                                                    | 曽蔭権が行政長官への立候補に伴い、政務司司長および行政長官代行を辞任した為、一時的に行政長官代行に就任。                                                       |
| 2     | 曽蔭権 Donald Tsang Yam-kuen |                              | 2005年6月21日 - 2007年6月30日            | 2                                                                    | 董建華の辞任に伴う補欠選挙にて選出。全人代の基本法解釈により、前長官の残任期間が任期となる。                                                                   |
| 2     | 曽蔭権 Donald Tsang Yam-kuen | 2007年7月1日 - 2012年6月30日 | 再選。2012年6月30日に任期満了。          | 3                                                                    | |
| 3     | 梁振英 Leung Chun-ying       |                              | 2012年7月1日 -2017年6月30日              | 2017年6月30日に任期満了。                                            | 4 |
| 4     | 林鄭月娥 Carrie Lam          |                              | 2017年7月1日 -2022年6月30日              | 再選出馬はせず、2022年6月30日に任期満了。                            | 5 |
| 5     | 李家超 John Lee              |                              | 2022年7月1日 -（現職）                   |                                                                      | 6 |

## 行政長官弁公室
行政長官の官房組織として、行政長官弁公室(Office of the Chief Executive)がある。行政長官弁公室には、主任と常任秘書長、報道官（新聞統籌專員）が設けられている。2002年までは新聞統籌專員のみであったが、高官問責制導入に伴い、主任が置かれ、政務司司長弁公室から行政会議秘書処（事務局）を移管された。
主任は香港政府の政策決定に大きな影響力を持ち、局長と同様に公務員ではなく、また局長経験者が任命されている。しかし、2007年6月までは常任秘書長並みの待遇（首長級薪級第8點：D8）に過ぎなかった。現在の行政長官弁公室主任は、曽俊華である。
董建華行政長官は旧総督府を嫌い、政府総部（セントラル合同庁舎）に同弁公室を置いた。旧総督府は香港礼賓府(Government House)と改名され、一般公開されることになった。しかし、曽蔭権行政長官は2006年1月より、弁公室とともに、礼賓府に移った。